# Omosita japonica
Omosita japonica – gatunek chrząszcza z rodziny łyszczynkowatych i podrodziny Nitidulinae.

## Taksonomia
Gatunek ten opisany został po raz pierwszy w 1874 roku przez Edmunda Reittera.

## Morfologia
Chrząszcz o ciele w zarysie podługowato-owalnym, umiarkowanie od strony grzbietowej i brzusznej wypukłym, długości od 2,8 do 4,2 mm i szerokości od 1,3 do 2,2 mm. Głowa jest poprzeczna, czarno ubarwiona, o niezbyt wyraźnie zaznaczonych rowkach czułkowych. Czułki są ciemnobrązowe, dłuższe niż szerokość głowy, o prawie czworokątnej do prawie trójkątnej, zajmującej nieco ponad ćwiartkę ich długości, zwykle szerszej niż dłuższej buławce, której ostatni człon jest szerszy od przedostatniego lub mniej więcej tak szeroki jak on. Spód głowy odznacza się wyraźną, poprzeczną bruzdą za bródką.  Przedplecze jest około 1,7 raza szersze niż dłuższe, na ponad połowie powierzchni rdzawoceglaste, pośrodku czarne. Boczne brzegi przedplecza są szeroko rozpłaszczone, a na jego dysku znajdują się trzy pary owalnych wgłębień. Pokrywy są prawie tak długie jak razem szerokie, na szczytach prawie ścięte do osobno zaokrąglonych. Rządki przyszwowe ciągną się od wierzchołków pokryw prawie do tarczki. Barwa pokryw jest ciemna, zwykle z jasnym wzorem obejmującym poprzeczną plamę pośrodku. Kolor odnóży jest rdzawoceglasty. Samica ma przeciętnie długie i słabo zesklerotyzowane pokładełko. Samiec ma edeagus o kciukowatym, w widoku brzusznym zaokrąglonym na szczycie tegmenie oraz lekko na szczycie rozszerzonym płacie środkowym (prąciu) z krawędzią wierzchołkową po bokach lekko wystającą, a pośrodku płytko wciętą.

## Ekologia i występowanie
Owad nekrofagiczny, znajdowany na padlinie ssaków.
Gatunek palearktyczny, podawany z europejskiej, syberyjskiej i dalekowschodniej części Rosji (włącznie z Sachalinem i Kurylami), wschodnich Chin (w tym Syczuanu i Fujianu), Korei oraz Japonii.